# Немачки угао
Немачки угао (немачки: Deutsches Eck) је место где се у граду Кобленцу река Мозел улива у Рајну. Ово место и тврђава Еренбрајтштајн изнад њега су популарна туристичка атракција. 

## Споменик
Споменик цару Вилхелму I (на Немачком углу) подигнут је 1897. као симбол немачког јединства, али је уништен у рату 1945. Обновљен је 1953. 
Током 1980-их ова статуа је приказивана уз интонирање химне на крају дневног ТВ програма у Западној Немачкој.